# ۱۱۴۱ (میلادی)
۱۱۴۱ (میلادی) هزار و صد و چهل و یکمین سال تقویم میلادی است.

## درگذشتگان
‎